# Weekend
Weekend (ang. week „tydzień”, end „koniec”) – okres wolny od pracy i nauki trwający od piątkowego popołudnia do niedzieli włącznie.
Gdy bezpośrednio przed piątkiem lub po niedzieli przypada jeden lub więcej dni ustawowo wolnych nazywane jest to długi weekend.
Dzisiejsza koncepcja dwudniowego weekendu pojawiła się na północy Wielkiej Brytanii na początku dziewiętnastego wieku i początkowo była dobrowolnym porozumieniem między właścicielami fabryk i pracownikami, dającym tym drugim wolne sobotnie popołudnie od godziny 14:00, w zamian za gotowość, że w poniedziałek przyjdą do pracy trzeźwi i wypoczęci. Oxford English Dictionary podaje pierwsze użycie terminu weekend w brytyjskim magazynie Notes and Queries w 1879 roku.
W 1908 roku pierwszy pięciodniowy tydzień pracy w Stanach Zjednoczonych został ustanowiony przez przędzalnię w Nowej Anglii, aby robotnicy żydowscy nie musieli pracować w szabat od zachodu słońca w piątek do zachodu w sobotę. W 1926 roku Henry Ford rozpoczął zamykanie fabryk motoryzacyjnych na całą sobotę i niedzielę. W 1929 roku Amalgamated Clothing Workers of America był pierwszym związkiem zawodowym, który domagał się pięciodniowego tygodnia pracy i udało mu się go uzyskać. Reszta Stanów Zjednoczonych powoli podążyła za nimi, ale dopiero w 1940 r., kiedy wszedł w życie Fair Labor Standards Act z 1938 r. nakazujący maksymalny 40-godzinny tydzień pracy, dwudniowy weekend został przyjęty w całym kraju.
W kolejnych dziesięcioleciach, szczególnie w okresie od lat 40. do 60. XX w., zwiększyła się liczba krajów, które przyjęły piątkowo – sobotni lub sobotnio – niedzielny weekend, by dostosować się do rynków międzynarodowych.